# Chiesa di Sant'Andrea (Lucca)
La chiesa di Sant'Andrea è una chiesa di Lucca che si trova nella via omonima.

## Storia e descrizione
Attestata nell'XI secolo, fu totalmente ricostruita alla fine del XII. A navata unica con abside, a filari di arenaria, era completata nella parte superiore da una loggetta cieca, tamponata alla fine del XVII secolo. Il portale centrale è da riferire all'intervento di Guidetto: sull'architrave e sulla lunetta corre il tipico tralcio motivo-sigla del maestro, mentre ai lati aggettano due leoni in lotta con due figure di guerrieri.
Alla fine del Trecento la chiesa fu arricchita e ornata con nuove cappelle, affreschi e pale d'altare da alcune delle più rilevanti famiglie cittadine. Nel 1686 l'edificio fu rialzato e alle capriate si sostituì una volta a botte; nel presbiterio venne innalzato da Domenico Martinelli un maestoso altare maggiore.

## Galleria d'immagini

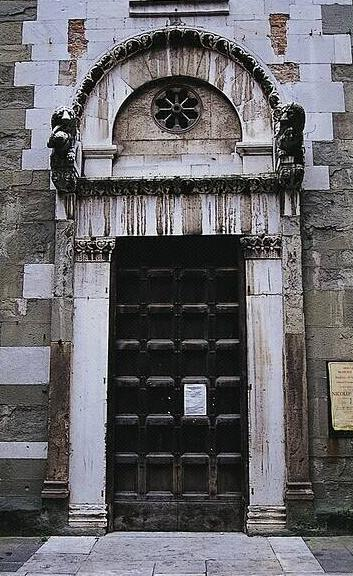
Portale
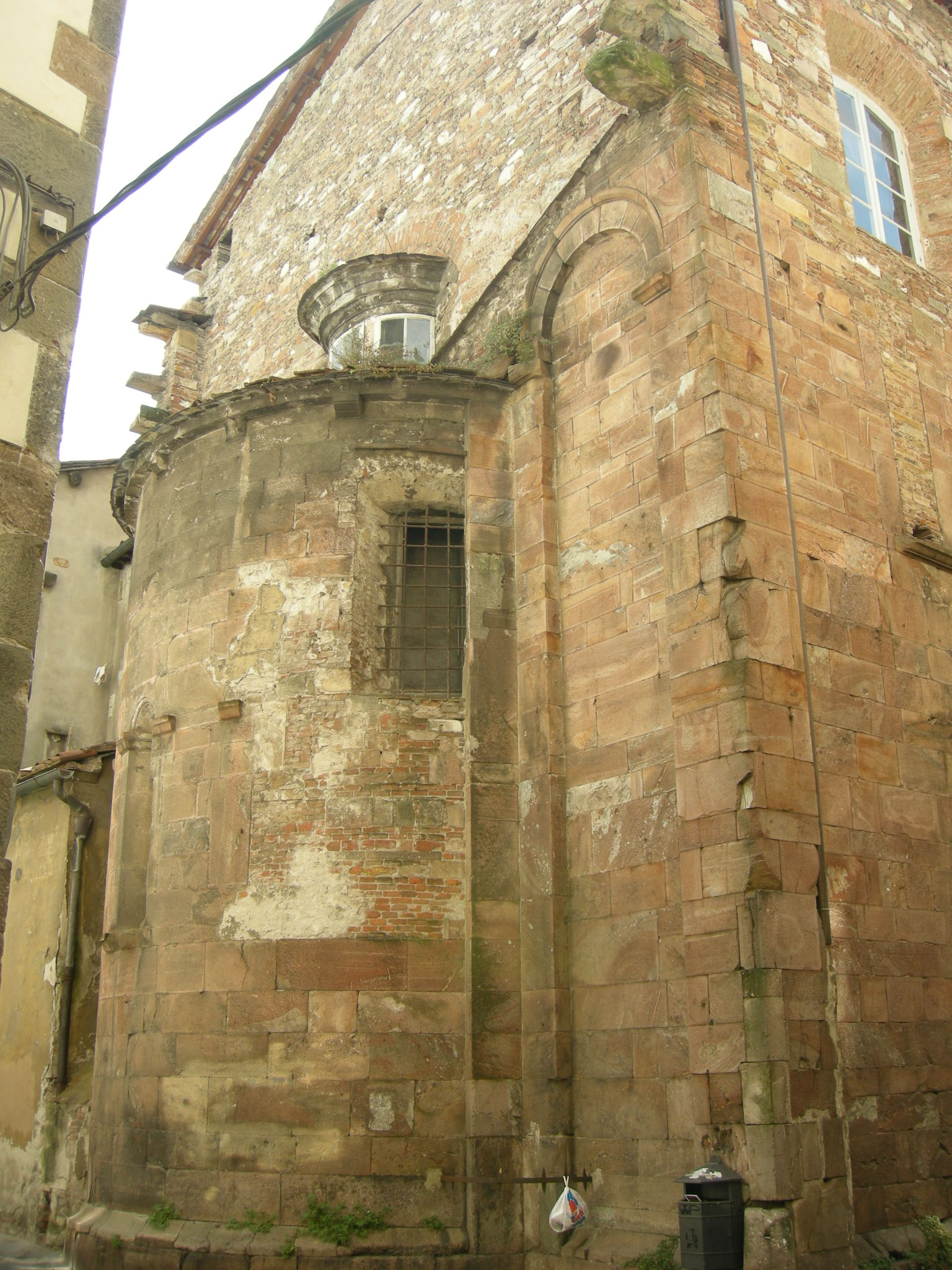
Abside